# Новое шоссе (Белоостров)
Но́вое шоссе́ — шоссе в Курортном районе Санкт-Петербурга (Белоостров). Проходит от Центральной улицы в Дюнах (на западе) до Белоостровского шоссе (на востоке). Протяжённость около 1 км.

## История
Судя по имеющимся картам, Новое шоссе и продолжающее его на восток Белоостровское шоссе были проложены в конце 1930-х — начале 1940-х годах.
Изначально Новое шоссе проходило от Белоостровского до Сестрорецкого шоссе. В 1964 году дорогу продлили за реку Сестру до правительственных дач в Дюнах и соединили с Приморским шоссе.
3 сентября 2019 года были открыты автотранспортная развязка для соединения Нового шоссе с ЗСД, а также Дибуновский путепровод над Выборгским ходом Октябрьской железной дороги для связи Нового и Белоостровского шоссе, который заменил железнодорожный переезд.

## Транспорт
Ближайшая железнодорожная платформа: Белоостров.
Автобусные маршруты: 315, 679, 680

## Пересечения
- Александровское шоссе
- Сестрорецкое шоссе

## Адреса
- Дом 45 — асфальтобетонный завод № 7, мебельная фабрика «Васко»
- Дом 53 — таможенный терминально-логистический комплекс «Северные ворота»